# Slowaakse Superliga 1995/96
De Slowaakse Superliga 1995/1996 was het derde seizoen in de hoogste afdeling van het Slowaakse voetbal sinds de vreedzame ontmanteling van Tsjecho-Slowakije. Aan de competitie deden twaalf clubs mee. Na een volledige competitie (22 speelronden) speelden de nummers één tot en met zes in de winnaarspoule (tien duels) om de landstitel, de nummers zeven tot en met twaalf in de degradatieronde (tien duels). Titelverdediger was ŠK Slovan Bratislava. Nieuwkomer FC Nitra eindigde op de elfde plaats. Geen van de twaalf clubs degradeerde, omdat de competitie in het daaropvolgende seizoen werd uitgebreid naar zestien clubs.

## Eindstand
| №               | Club                          | WG             | W              | G              | V              | DV             | DT             | +/–            | Punten         |
| Kampioensgroep  | Kampioensgroep                | Kampioensgroep | Kampioensgroep | Kampioensgroep | Kampioensgroep | Kampioensgroep | Kampioensgroep | Kampioensgroep | Kampioensgroep |
| --------------- | ----------------------------- | -------------- | -------------- | -------------- | -------------- | -------------- | -------------- | -------------- | -------------- |
| 1               | ŠK Slovan Bratislava          | 32             | 22             | 9              | 1              | 79             | 20             | +59            | 75             |
| 2               | 1. FC Košice                  | 32             | 21             | 2              | 9              | 62             | 33             | +29            | 65             |
| 3               | FC Spartak Trnava             | 32             | 19             | 6              | 7              | 54             | 32             | +22            | 63             |
| 4               | Dukla Banská Bystrica         | 32             | 12             | 11             | 9              | 39             | 36             | +3             | 47             |
| 5               | FC Tatran Presov              | 32             | 12             | 7              | 13             | 34             | 36             | –2             | 43             |
| 6               | BSC JAS Bardejov              | 32             | 13             | 3              | 16             | 38             | 42             | –4             | 42             |
| Degradatiegroep |                               |                |                |                |                |                |                |                |                |
| 7               | Chemlon Humenné               | 32             | 13             | 5              | 14             | 50             | 44             | +6             | 44             |
| 8               | Lokomotiva Košice             | 32             | 13             | 2              | 17             | 37             | 49             | –12            | 41             |
| 9               | ASK Inter Slovnaft Bratislava | 32             | 11             | 7              | 14             | 42             | 45             | –3             | 40             |
| 10              | DAC 1904 Dunajská Streda      | 32             | 10             | 3              | 19             | 41             | 76             | –35            | 33             |
| 11              | FC Nitra                      | 32             | 7              | 5              | 20             | 30             | 59             | –29            | 26             |
| 12              | MFK Prievidza                 | 32             | 7              | 4              | 21             | 31             | 65             | –34            | 25             |

|  | Geplaatst voor de voorronde van de Europacup II 1996/97 |
|  | Geplaatst voor de voorronde van de UEFA Cup 1996/97     |
|  | Geplaatst voor de UEFA Intertoto Cup 1996               |
|  | Gedegradeerd naar de 1. slovenská futbalová liga        |

### Topscorers
- In onderstaand overzicht zijn alleen de spelers opgenomen met tien of meer treffers achter hun naam.

| № | Naam             | Club                 | Goals | Pen. | Duels | Gem. |
| - | ---------------- | -------------------- | ----- | ---- | ----- | ---- |
| 1 | Róbert Semeník   | 1. FC Košice         | 29    | ?    |       |      |
| 2 | Szilárd Németh   | ŠK Slovan Bratislava | 12    | ?    |       |      |
| 3 | Ruslan Ľubarskij | Chemlon Humenné      | 11    | ?    |       |      |
| 3 | Marek Ujlaky     | Spartak Trnava       | 11    | ?    |       |      |
| 5 | Július Šimon     | Spartak Trnava       | 10    | ?    |       |      |
| 5 | Luis Fabio Gomes | ŠK Slovan Bratislava | 10    | ?    |       |      |